# Конгрегація сестер від Ангелів
Конгрега́ція сесте́р від А́нгелів (лат. Congregatio Sororum ab Angelis, CSA) — жіночий чернечий інститут папського права. Заснований 31 березня 1889 в Вільнюс s (Вільно) інспектором Вищої духовної семінарії священником Вінцентієм Ключинським (1847–1917), майбутнім митрополитом Мінсько-Могильовським (1910–1914). Затверджені Ватиканом в 1913 р. 
Титулярним святом Конгрегації є Торжество Ангелів-хоронителів, що відзначається в Католицькій церкві 2 жовтня. Конгрегація особливим чином шанує Пресвяте Серце Ісуса, Діву Марію взяту на небо і увінчану небесною славою, Св. Ангелів, Св. Йосипа і Св. Терезу від Дитятка Ісус.

## Історія виникнення
Конгрегація була створена у важких історичних умовах. Помісна католицька церква на території після варшавського повстання 1863 року була принижена у своїх правах і можливостях розвитку. Священник В. Ключинський познайомився з ідеєю прихованих згромаджень завдяки блаженному Гонорату Козьмінському OFMcap, якому допомагав організувати нові громади у Вільнюсі. Ключинському сподобалася ідея прихованого апостольства, однак, познайомившись ближче з діяльністю нових згромаджень, він зауважив, що звичний монастирський уклад рано чи пізно видає себе, і діяльність громади стикається з багатьма перешкодами. Новизна задуму о. Вінцента була в тому, щоб залучати в нову конгрегацію освічених жінок і виховувати їх таким чином, щоб вони могли, не звертаючи на себе уваги, допомагати священикам у виконанні їх місії. Діяльність повинна була бути спрямована на активізацію апостольства мирян, щоб таким чином нести світло віри багатьом людям. Ідея залучення мирян у справу євангелізації через сто років широко поширилася в церкві. Однак тоді ідея отця Ключинського не входила в загальноприйняті норми, і згодом сестрам довелося адаптувати написаний засновником статут до вимог канонічного права того часу

## Духовність
Мета Інституту — допомагати священикам не тільки там, де вони несуть служіння, але й там, куди, в силу різних причин, вони не мають доступу. Засновник присвятив Конгрегацію Пресвятим Серцям Ісуса і Марії і віддав під заступництво Ангелів-хранителів; неодноразово підкреслював необхідність першості внутрішнього життя, смирення, життя прихованому в Бозі і самозречення. Вищим законом для черниць Конгрегації є Євангеліє, а правилом поведінки — слідування Христу в радості. Сестри ведуть заховану для світу чернече життя, не носять чернечого облечення, без необхідності не відкривають свого покликання. Наслідуючи приклад Ангелів-хранителів, які є покровителями Конгрегації, сестри покликані всім своїм життям віддавати честь Богові, а також супроводжувати людям, до яких Бог їх посилає на шляху зростання їх віри. 
Статут Конгрегації заснований на правилі св. Августина. Свідчення життя Євангелієм в Конгрегації сестер від Ангелів завжди трактувалося як пріоритетний напрямок серед всіх видів апостольства, що випливає безпосередньо з харизми інституту.

## Розвиток конгрегації
До 1917 року в Конгрегації були громади у Вільні, Мінську, Санкт-Петербургзі, Пскові та інших містах. Сестри організовували притулки, інтернати, школи шиття і рукоділля, ательє і майстерні. Брали участь у житті місцевих католицьких парафій, вели катехизацію, працювали в церковних благодійних суспільствах. Коли Мінськ зайняли більшовики, сестри були змушені покинути місто (1920). Двадцять років по тому Литва стала радянською республікою. В 1948 році 20 сестер були арештовані і засуджені до різних термінів у таборах. Приводом для арешту було те, що черниці дали в своєму будинку притулок священику-єзуїту візантійського обряду. Велика частина сестер після цього була змушена покинути СРСР і виїхати до Польщі. Частина черниць залишилася, і вони стали для віруючих в умовах войовничого атеїзму свідками християнської надії. Незважаючи на те, що в умовах тоталітарного режиму сестри ретельно приховували свою приналежність до чернечого громади навіть від найближчих, в Конгрегацію приходили нові кандидатки. Сестри працювали в Литві, Білорусі, а з кінця 70-х років і в Україні. На територіях східної Білорусі сестри від Ангелів були єдиною діючою чернечого конгрегацією. (У західній частині були ще сестри-назаретанки, які також працювали в підпіллі). В одному з міст черниця, яка працювала продавцем, протягом 20 років була фактично главою місцевої католицької парафії. Вона організовувала спільну молитву в будинках віруючих, навчала катехизму, вела підготовку до таїнств, раз на місяць запрошувала священика, який служив Месу, сповідав, здійснював всі необхідні треби і виїжджав. Інша сестра довгі роки допомагала настоятелю сільської парафії, який керував підпільною семінарією, в якій починали свій шлях до священства двоє сучасних єпископів Білорусі та багато священиків. У радянський час всі сестри працювали на державних роботах. Серед них були інженери, медсестри, хоровий диригент і навіть водій трамвая. 
В 1991 році сестри на запрошення єпископа Тадеуша Кондрусевича приїхали до Москви, де почали своє служіння в парафії св. апп. Петра і Павла. З 1999 року громада сестер від Ангелів служить при Соборі Непорочного Зачаття Пресвятої Діви Марії. З 1997 по 2005 р. одна з черниць викладала в ВДС «Марія-Цариця Апостолів» у Санкт-Петербурзі.

## Статистика
Згідно з даними останнього капітулу (2008), Згромадження нараховує 156 сестер в 33 громадах на території Польщі, Литви, Білорусі, України (Кам’янець-Подільська дієцезія), Чехії, Англії і на місіях в Африці (Руанда, Конго, Камерун).

## Джерело
- Annuario Pontificio, Libreria Editrice Vaticana, Città del Vaticano 2003, стор 1473, ISBN 978-88-209-8355-0